# Alfredo Tartarini
Alfredo Tartarini (Bologna, 1845 – Bologna, 26 giugno 1905) è stato un decoratore italiano.

## Biografia

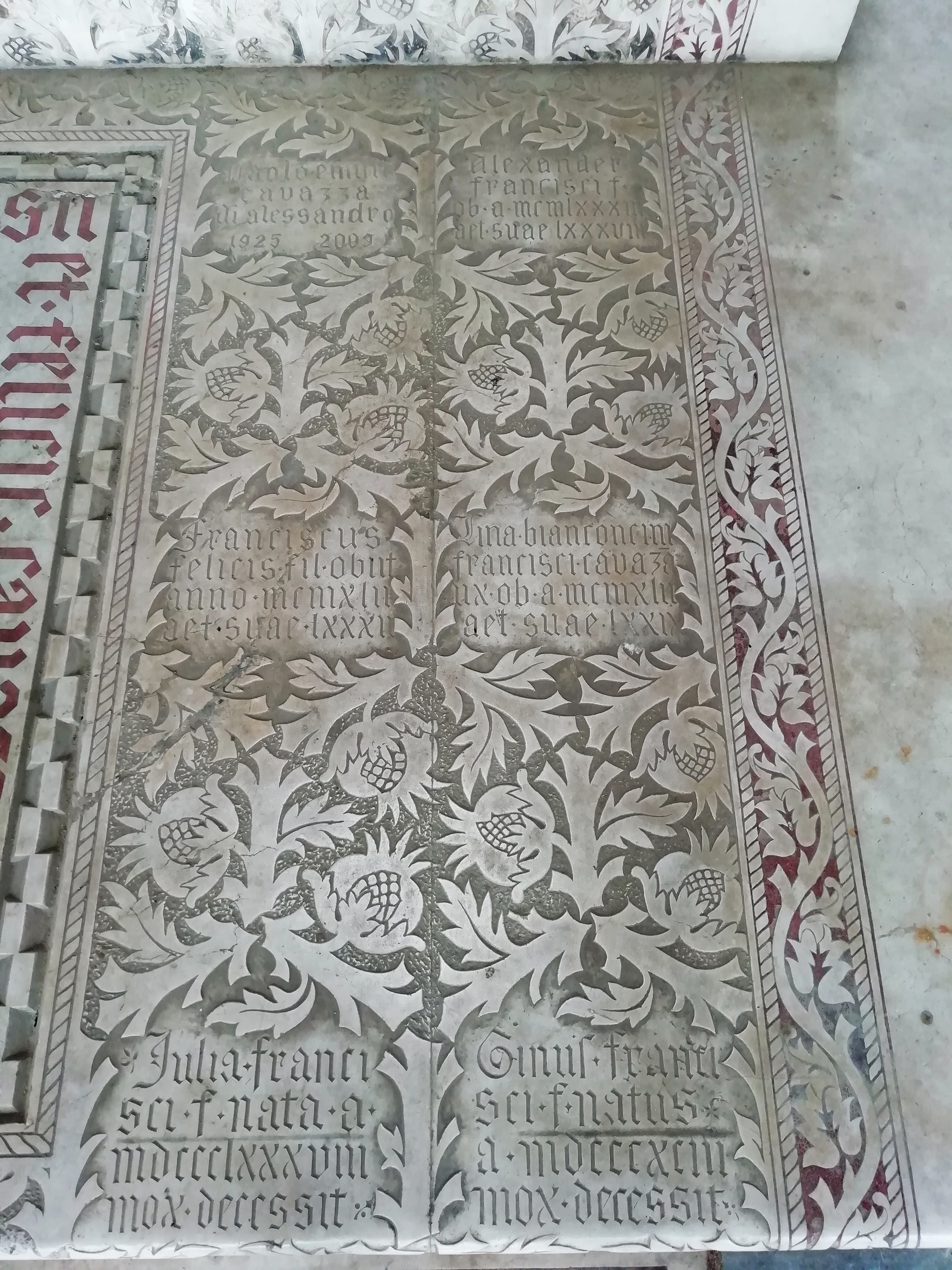
Dettaglio dell'ornato del monumento Cavazza alla Certosa di Bologna

Nel 1873, già attivo come decoratore plastico, si iscrisse all’Accademia di Belle Arti di Bologna frequentando i corsi d’ornato di Contardo Tomaselli e di architettura di Tito Azzolini.
Negli anni ottanta iniziò la sua collaborazione con Alfonso Rubbiani eseguendo la decorazione della Sala Consiliare del Municipio di Budrio insieme a Achille Casanova. Ben presto ne divenne uno dei principali collaboratori nell'impegnativo restauro della chiesa di San Francesco a Bologna.
Nel 1892 risulta abitare a Bologna in via Castiglione, 31. 
A metà degli anni Novanta fu nominato docente di Ornato all’Accademia di Belle Arti di Modena e al Collegio Artistico Angelo Venturoli di Bologna. 
Per la società bolognese Aemilia Ars  progettò numerosi oggetti d’uso.
Nel 1902 con il gruppo partecipò all’Esposizione internazionale d'arte decorativa moderna

## Opere

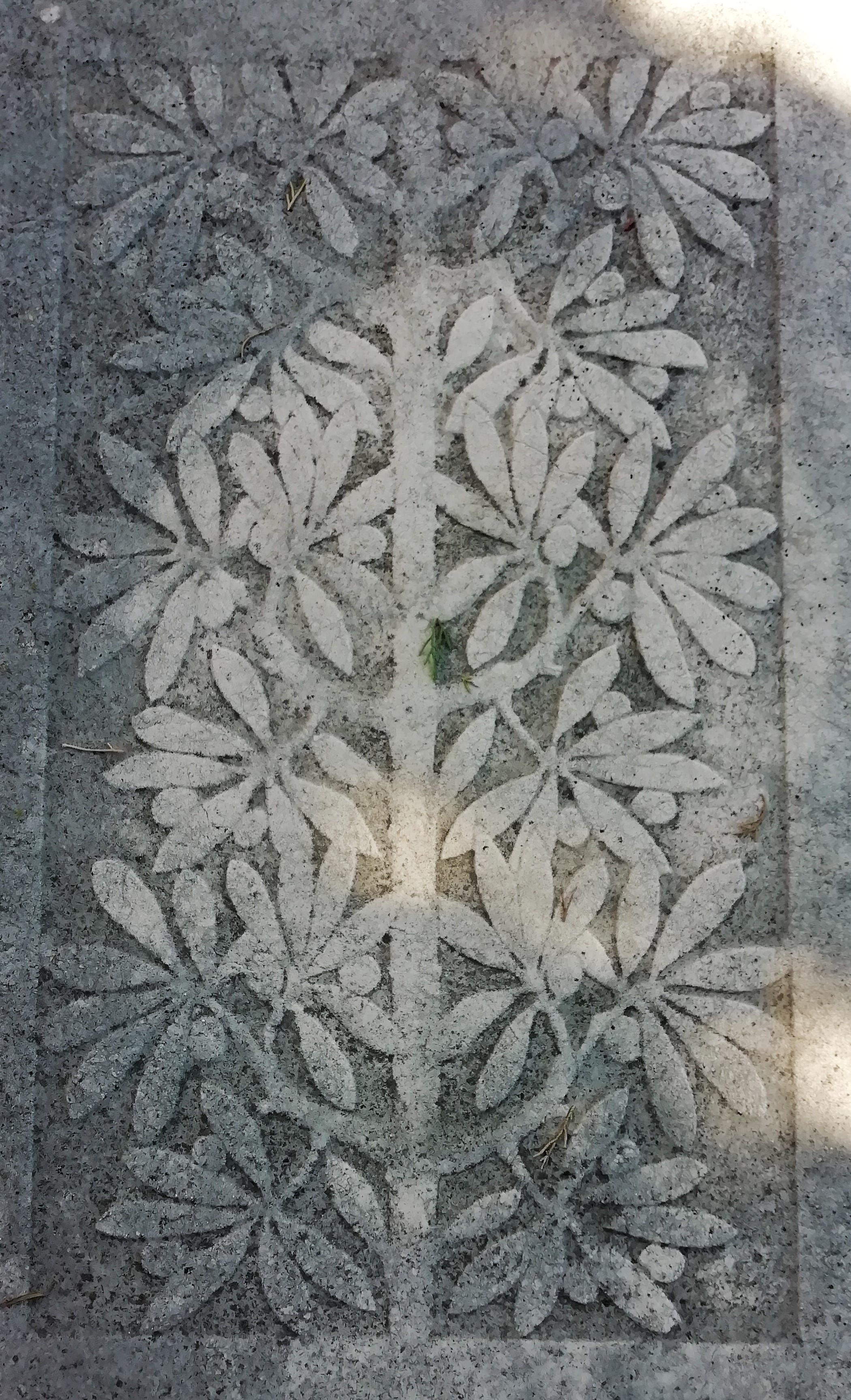
Dettaglio del decoro del sarcofago Tartarini

- disegno del Gonfalone per i festeggiamenti tenutisi nel 1888 in occasione dell’ottavo centenario dell’Ateneo bolognese
- ristrutturazione della Loggia della Mercanzia su coordinamento di Rubbiani
- lavori di restauro e di decorazione nella basilica di San Petronio
- lavori di restauro e di decorazionee nella chiesa di San Martino
- nel Cimitero della Certosa
sarcofago di Luigi Serra, 1889-1890[3]
monumento Cavazza[4]
sacello Merlani, 1893
monumento Tartarini, sarcofago della propria famiglia dove è sepolto
monumento Berlinzani, 1888[5]
- disegni per la decorazione esterna delle scuole elementari di Budrio[6]
- ornato interno di Palazzo Bevilacqua[7]

## Cariche
- docente di Ornato all’Accademia di Belle Arti di Modena
- docente di Ornato al Collegio Artistico Angelo Venturoli